# دانیل تریکت اسمیت
دانیل تریکت اسمیت (انگلیسی: Daniel Trickett-Smith؛ زادهٔ ۸ سپتامبر ۱۹۹۵) بازیکن فوتبال انگلیسی است که در لیگ دو فوتبال انگلستان برای باشگاه فوتبال پورت ویل بازی می‌کند.
او با لیورپول از باشگاه فوتبال کرو آلکساندرا به مبلغ ۳۰۰۰۰۰ پوند در سال ۲۰۱۲ قرارداد امضا کرد و در سال بعد به یک بازیکن حرفه‌ای در باشگاه تبدیل شد. او سه سال در ورزشگاه آنفیلد بدون حضور در تیم اول به سر برد.
وی همچنین در تیم ملی فوتبال زیر ۱۶ ساله انگلستان بازی کرده‌است.